# Naatu Naatu
«Naatu Naatu» — індійська пісня мовою телугу, створена М. М. Кіравані для саундтреку фільму RRR. Текст пісні написав Чандрабоз, а співають Рахул Сіплігундж і Каала Бхайрава. Лірична версія пісні була випущена 10 листопада 2021 року на лейблах Lahari Music і T-Series. Тоді як повне відео пісні було випущено 11 квітня 2022 року.
Пісня також була випущена на хінді як «Naacho Naacho», тамільською як «Naattu Koothu», на каннадській як «Halli Naatu» і на малаяламській як «Karinthol». Хук-степ, у якому NTR-молодший і Рам Чаран танцюють разом, став популярним. Пісня отримала нагороду за найкращу оригінальну пісню на 80-й церемонії вручення премії «Золотий глобус», що зробило її першою азійською та першою індійською піснею, яка отримала нагороду.

## Музичне відео
Музичне відео є прямим кліпом зі сцени в RRR, де Рам (Рам Чаран) і Бхім (NT Рама Рао молодший) співають текст і перевершують в танцю багатих британців на модній британській вечірці, підбадьорювані коханням Біма Дженні (Олівія Морріс). Під час кульмінації пісні Рам і Бім розпалюють танцювальну битву між собою та британцями, які падають один за одним, не встигаючи; і, незважаючи на те, що за нього підбадьорювали, Рам прикидається, що поранив ногу, і падає, щоб дозволити Бхіму виграти битву та вразити Дженні. Хореографом танцю став Прем Ракшит.

## Виробництво

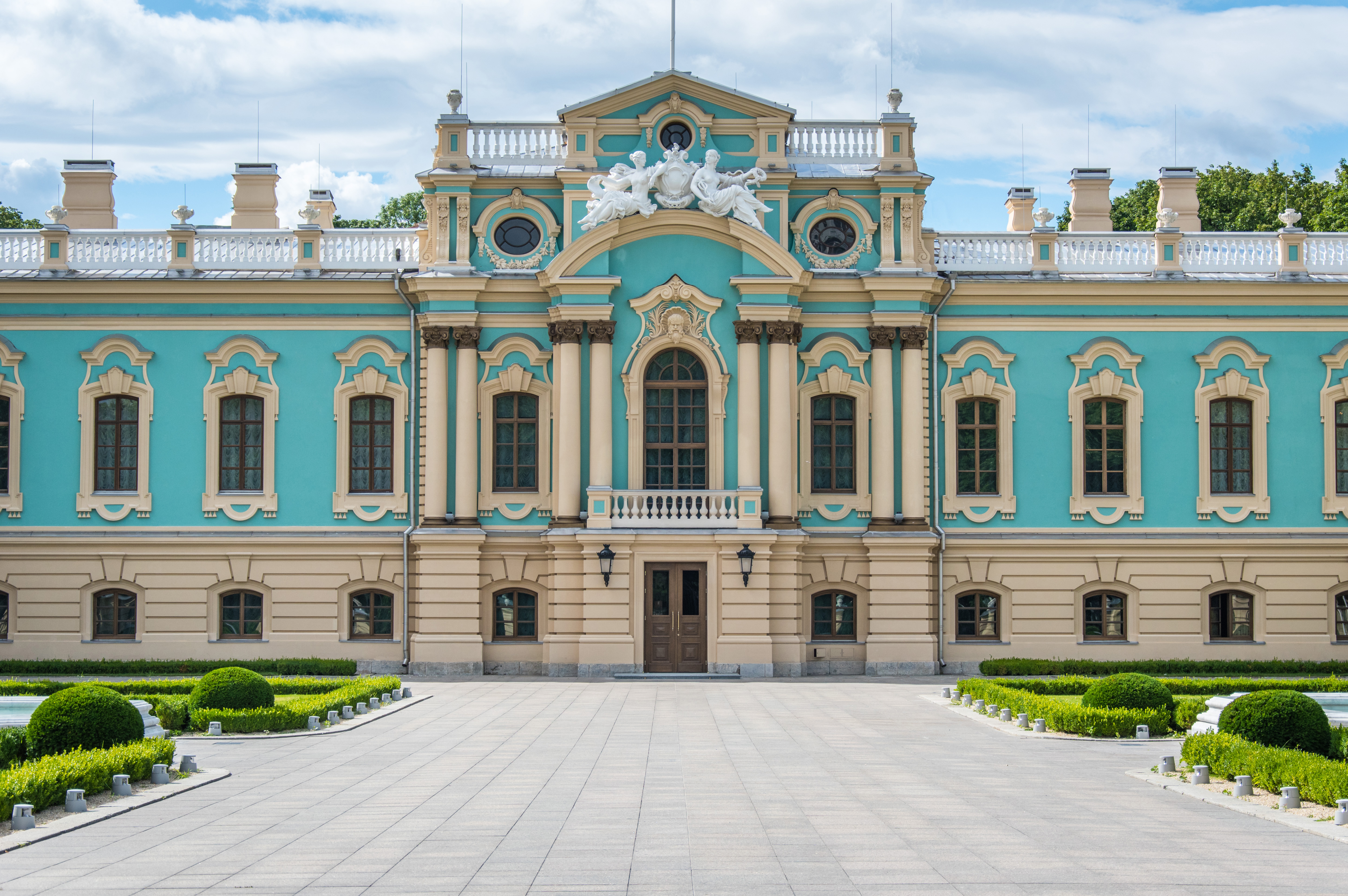
«Наату Наату» знімали в Маріїнському палаці, Україна

«Наату Наату» було знято в серпні 2021 року в Україні в рамках фінальної частини зйомок фільму RRR. Зйомки проходили в Маріїнському палаці (палац Президента України) у Києві за кілька місяців до початку російського вторгнення в Україну.

## Рецепція

### Реакція аудиторії
Публіка позитивно сприйняла пісню і високо оцінила музику. Хук-степ у виконанні Рами Рао та Чарана став вірусним у соціальних мережах. Чаран і Рама Рао часто відтворювали вірусну частину танцю в рекламі фільму, як і режисер Раджамулі на вечірці з нагоди успіху фільму за підтримки Рами Рао.

### Критичний прийом
OnManorama високо оцінив пісню та заявив, що «ритми, які підіймають настрій, і найжвавіші актори, які танцюють під ці ритми, — це саме те, на що чекали шанувальники з тих пір, як творці оголосили про великий опус». А. Камешварі з The Indian Express писав: «Naatu Naatu пропонує подвійне задоволення, оскільки двоє акторів грають разом на екрані та створюють божевільну енергію, від якої хочеться танцювати. Пісню RRR з упевненістю можна назвати найкращим масовим треком року». Рецензія від Mirchi9 розкритикувала саму пісню за звичайність, назвавши її «старою школою, справним номером». Проте вони високо оцінили хореографію та взаєморозуміння Рама Рао та Чарана, назвавши це «візуальним бенкетом».

## Записи
Протягом 24 годин після випуску пісня набрала понад 17 мільйонів переглядів мовою телугу (ставши найбільшою за переглядами піснею на телугу) і 35 мільйонів переглядів усіма п'ятьма мовами. Вона також стала найшвидшою піснею на телугу, яка набрала 1 мільйон лайків. У лютому 2022 року пісня набрала понад 200 мільйонів переглядів усіма мовами.

## Дивитися також
- Список індійських переможців і номінантів премії «Золотий глобус».